# Julieta Cardinali
Julieta Cardinali (Buenos Aires, 21 ottobre 1977) è un'attrice argentina.

## Biografia
È apparsa per la prima volta in televisione all'età di 13 anni in un programma chiamato lo Show of Xuxa, molto popolare tra i ragazzi argentini negli anni novanta. Oltre che nel cinema ha recitato in alcune telenovelas argentine, tra le quali Verano del '98 nel 1999 e Batticuore nel 2002. Nel 2010 si è sposata con il musicista argentino Andrés Calamaro, ma l'unione è terminata quell'anno stesso. Insieme hanno avuto una figlia, nata il 9 gennaio 2007. È anche una affermata fotomodella.

## Filmografia

### Cinema
- Buenos Aires me mata, regia di Beda Docampo Feijóo (1998)
- Una notte con Sabrina Love (Una noche con Sabrina Love), regia di Alejandro Agresti (2000)
- Valentin (Valentín), regia di Alejandro Agresti (2002)
- Dormir al sol (2003)
- El Nominado, regia di Nacho Argiro e Gabriel Lopez (2003)
- Tutto il bene del mondo (Un mundo menos peor), regia di Alejandro Agresti (2004)
- Un Buda, regia di Diego Rafecas (2005)
- La Suerte está echada, regia di Sebastián Borensztein (2005)
- La antena, regia di Esteban Sapir (2007)
- ¿De quién es el portaligas?, regia di María Cecilia López e Fito Páez (2007)
- 14, Fabian Road, regia di Jaime de Armiñán (2008)
- Tres deseos, regia di Vivian Imar e Marcello Trotta (2008)
- Il richiamo, regia di Stefano Pasetto (2009)
- Una cita, una fiesta y un gato negro, regia di Ana Halabe (2009)
- Lectura Según Justino, regia di Arnaldo André (2013)
- Necrofobia, regia di Daniel de la Vega (2014)
- Sexo fácil, películas tristes, regia di Alejo Flah (2014)
- Los del suelo, regia di Juan Baldana (2015)
- Ataúd Blanco: El Juego Diabólico (2016)
- Natacha, la pelicula, regia di Eduardo Pinto e Fernanda Ribeiz (2017)

### Serie TV
- Montaña rusa, otra vuelta (1995)
- Como pan caliente (1996)
- Socios y más (1998)
- Ojitos verdes (1998)
- Lo dijo papá (1998)
- Verano del '98 (1999)
- Los médicos (de hoy) 2 (2001)
- Enamorarte (2001)
- Maridos a domicilio (2002)
- Batticuore (2002)
- Tiempofinal (2002)
- Malandras (2003)
- Pasaporte a la fama (2004)
- Sangre fría (2004)
- Teléfono descompuesto (2005)
- 0800 no llames (2005)
- El tiempo no para (2006)
- Soy tu fan (2006)
- Caín y Abel (2010)
- Según Roxi (2012)
- Carta a Eva (2012)
- En terapia (2012-2014)
- Sres. Papis (2014)
- Farsantes (2013-2014)
- Viudas e hijos del rock and roll (2014-2015)
- Según Roxi (2015)
- Ultimátum (2016)
- Los ricos no piden permiso (2016)
- God's Equation (2018)
- Maradona: sogno benedetto (Maradona: sueño bendito) (2021)

### Cortometraggio
- Ne me quitte pas (2013)

## Premi

### Vinti
- Gramado Film Festival, Gramado, Brasile: Golden Kikito, Latin Film Competition - Miglior attrice in Un Mundo menos peor (2005)[6]

### Nominata
- Argentine Film Critics Association Awards: Silver Condor, Miglior nuova attrice in Una Noche con Sabrina Love (2001)
- Argentine Film Critics Association Awards: Silver Condor, Miglior attrice non protagonista in Valentín (2004)